# 함평우체국
함평우체국(咸平郵遞局)은 과학기술정보통신부 우정사업본부 전남지방우정청 소속의 우편물 취급기관이다. 전라남도 함평군 함평읍 광남길 66 (내교리)에 있다.

## 연혁
- 2001년 8월 1일: 함평주포우체국 폐국[1], 함평주포우편취급소 신설[2]
- 2002년 2월 1일: 함평사거리우편취급소 위탁계약 해지[3]

## 관할 우체국
| 우체국명             | 사진 | 주소                                   | 비고                |
| -------------------- | ---- | -------------------------------------- | ------------------- |
| 나산우체국           |      | 전라남도 함평군 나산면 나산길 37       |                     |
| 손불우체국           |      | 전라남도 함평군 손불면 손불중앙길 76-7 |                     |
| 엄다우체국           |      | 전라남도 함평군 엄다면 엄다길 58       |                     |
| 월야우체국           |      | 전라남도 함평군 월야면 밀재로 1523     |                     |
| 학교우체국           |      | 전라남도 함평군 학교면 함영로 500      |                     |
| 함평대동우체국       |      | 전라남도 함평군 대동면 대동길 29       |                     |
| 함평사거리우편취급소 |      | 전라남도 함평군 학교면 사거리 991      | 2002년 2월 1일 폐국 |
| 함평신광우체국       |      | 전라남도 함평군 신광면 신광중앙길 106  |                     |
| 함평주포우체국       |      | 전라남도 함평군 함평읍 석성리 630-21   | 2001년 8월 1일 폐국 |
| 함평주포우편취급소   |      | 전라남도 함평군 함평읍 석성리 630-21   | 2001년 8월 1일 신설 |
| 함평해보우체국       |      | 전라남도 함평군 해보면 밀재로 1331     |                     |